# Nagroda MCA
Nagroda MCA (ang. MCA Prize) – nagroda przyznawana co cztery lata przez Mathematical Council of the Americas za  wkład w matematykę.
Nagroda jest wręczana od 2013 roku na odbywającym się co cztery lata Matematycznym Kongresie Ameryk. Na każdym kongresie przyznaje się pięć nagród naukowcom, którzy zyskali stopień doktora nie wcześniej niż 12 lat przed jego rozpoczęciem. Muszą posiadać oni wyższe wykształcenie lub pracę w jednym z państw którejś z Ameryk.

## Laureaci[2][3][4]
Chronologiczna lista laureatów.

2013
- Andrés Navas
- Alf Onshuus
- Víctor Rivero
- Eduardo Teixeira
- Miguel Walsh

2017
- Héctor H. Pastén Vásquez
- Vlad Vicol
- Pablo Shmerkin
- Umberto Hryniewicz
- Robert Morris

2021
- John Pardon
- Jacob Tsimerman
- Alex Wright
- Emmy Murphy
- Daniel Remenik